# Romano Ledda
Romano Ledda (* 1930 in Tunesien; † 26. März 1987 in Rom) war ein italienischer Journalist und Politiker.

## Leben
Ledda schrieb für die Zeitung L'Unità und war Autor zahlreicher Essays und Untersuchungen. Der Funktionär der KPI schrieb auch etliche Kommentare für Dokumentarfilme und war an Vietnam, scene dal dopoguerra als Ko-Regisseur beteiligt.
Auf politischer Bühne betätigte sich Ledda, überzeugter Marxist, als Mitglied des nationalen Sekretariats der Jugendorganisation der KPI, bevor er in das Zentralkomitee gewählt wurde. Von 1971 bis 1978 war er Vizedirektor des Rinascità, einer politischen Theoriezeitschrift, und dessen Ko-Direktor bis April 1986.

## Werke (Auswahl)
- 1970: Una rivoluzione africana. De Donato.
- 1972: Palmiro Togliatti, Romano Ledda: Il partito.
- 1975: Vietnam, scene dal sopoguerra (Dokumentarfilm)
- 1979: Indipendenza e sovranità dei popoli dell’Africa australe.